# Ali Lakhani
Ali Lakhani (* 1955 in England)  ist ein Autor zu islamischen Themen und zu solchen des Traditionalismus. Er ist der Gründer und Herausgeber des Magazins Sacred Web: A Journal of Tradition and Modernity in Kanada.
Er war einer der 138 Unterzeichner des offenen Briefes Ein gemeinsames Wort zwischen Uns und Euch (engl. A Common Word Between Us & You), den Persönlichkeiten des Islam an „Führer christlicher Kirchen überall“ (engl. „Leaders of Christian Churches, everywhere …“) sandten (13. Oktober 2007).

## Werke (Auswahl)
- The Sacred Foundations of Justice (World Wisdom, 2006), (contributed essay), ISBN 978-1-933316-26-0
- The Betrayal of Tradition: Essays on the Spiritual Crisis of Modernity (World Wisdom, 2005), ISBN 978-0-941532-55-6
- The Timeless Relevance of Traditional Wisdom (World Wisdom, 2010)